# Xogum
Xogum (将軍, Shōgun, lit. "comandante do exército" em português), abreviação do termo japonês Seii Taishōgun (征夷大将軍, lit. "Grande General Apaziguador dos Bárbaros"), foi um título militar, usado no período do Japão feudal, concedido diretamente pelo Imperador ao general que comandava o exército (enviado a combater os emishi, habitantes do norte do país). Até 1192, este título possuía nomeação temporária.

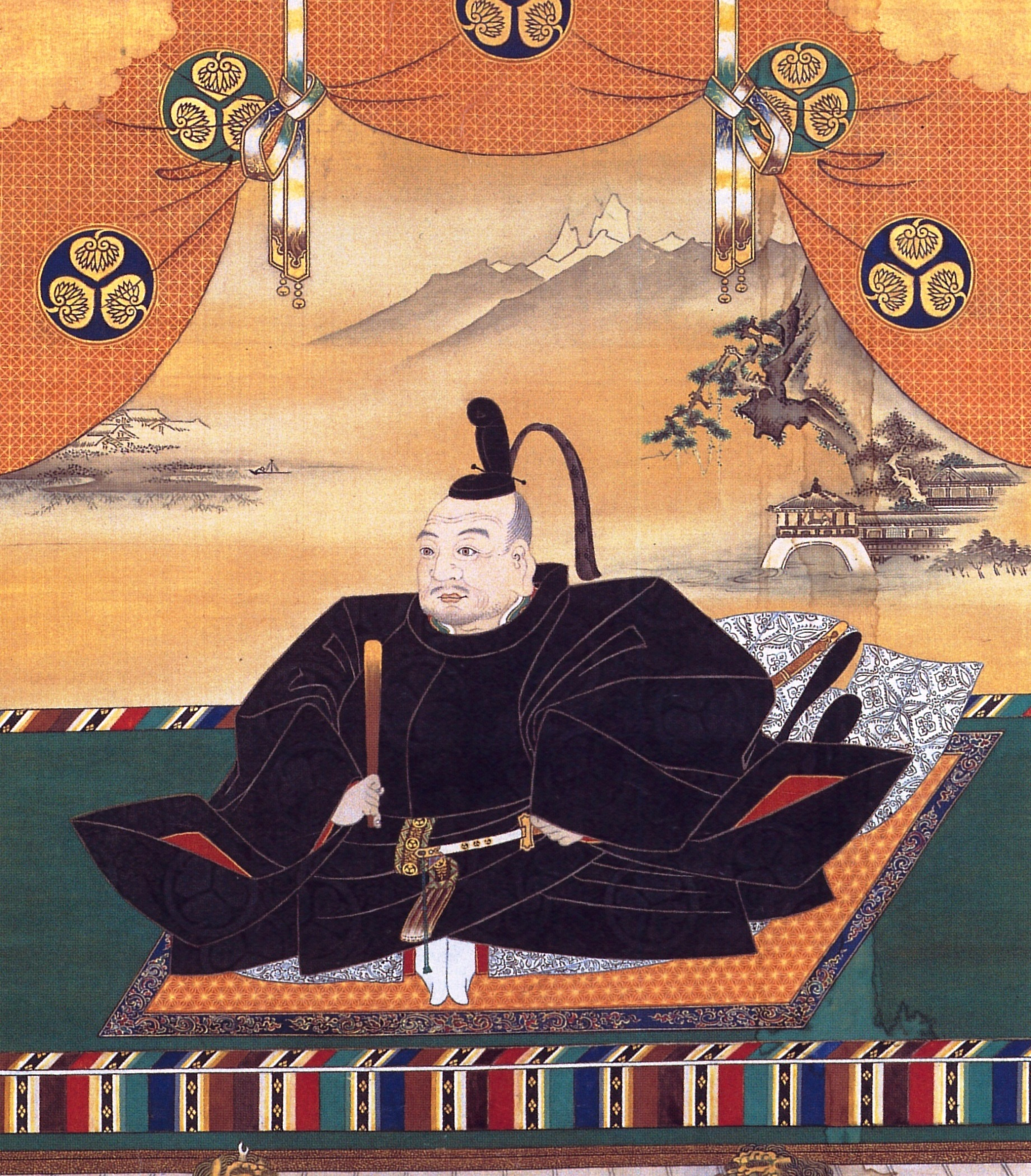
Tokugawa Ieyasu

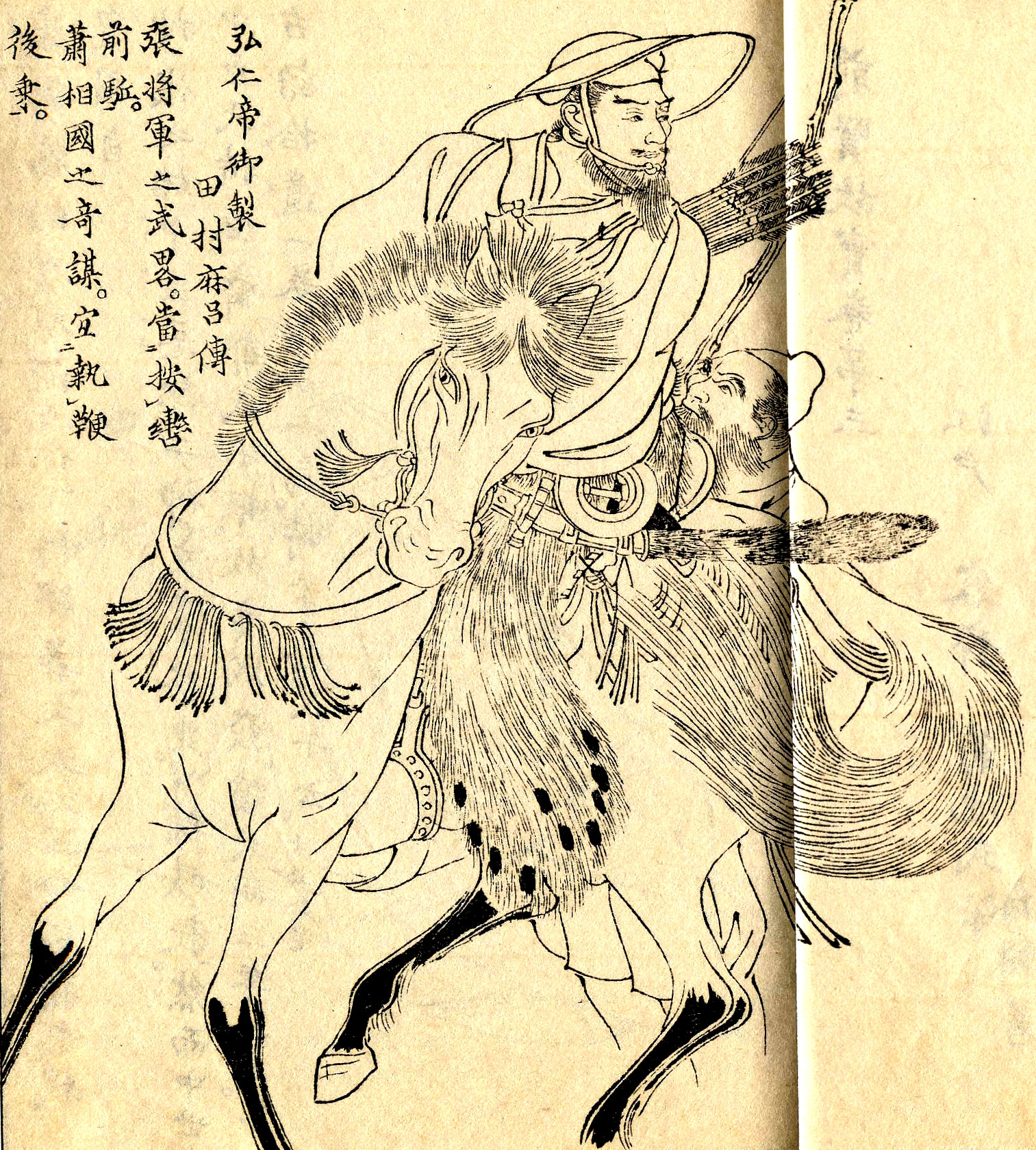
Sakanoue no Tamuramaro, um dos primeiros xoguns da história

Quando os primeiros exploradores portugueses entraram em contato com os japoneses, durante o Período Nanban, em 1543, estes descreveram as condições japonesas em analogia, comparando o imperador ao papa, que possuía grande autoridade simbólica mas pouco poder político e o xogum aos governantes europeus seculares, como por exemplo, o Sacro Imperador Romano. Assim, os portugueses chegaram a usar o termo "imperador" em referência ao xogum, por exemplo, no caso de Toyotomi Hideyoshi, a quem os missionários chamaram de "Imperador Taicosama" (de Taiko e do sama honorífico). Atualmente xogum é comparado com termos como "ditador militar" ou "generalíssimo" com a finalidade de explicar as suas funções a um público não familiarizado com a história do país.
Desde o século XII até 1868 o xogum constituiu-se como o governante de facto de todo o país, embora teoricamente o Imperador fosse o legítimo governante e depositasse a autoridade no xogum para governar em seu nome. Durante este tempo, o Imperador viu-se obrigado a delegar completamente qualquer atribuição ou autoridade civil, militar, diplomática e judiciária a quem detivera tal título.
Ao governo comandado por um xogum, ou a ditadura militar exercida por um xogum, denominado em português como xogunato, em japonês como bakufu (幕府, lit. "governo da tenda"), originalmente representava a tenda de onde o xogum liderava seu exército durante as batalhas. Durante a história do Japão existiram três governos xogunatos, com o primeiro a estabelecido em 1192 por Minamoto no Yoritomo, conhecido como "Xogunato Kamakura". Tal governo era controlado por apenas três membros do clã Minamoto, pois o poder fora usurpado pelo clã Hōjō, que sob o título de regentes nomeavam crianças e jovens para xoguns, que removiam do poder ao cumprirem os vinte anos.
O segundo xogunato é conhecido como "Ashikaga" e foi fundado em 1338 por Ashikaga Takauji. Durante este xogunato, quinze membros do clã Ashikaga mantiveram o cargo até Oda Nobunaga, um proeminente estratega militar do período Azuchi-Momoyama, remover o xogum em 1573. Oficialmente o governo de Yoshiaki durou até 1588, quando este renunciou ao seu cargo, embora a maioria dos historiadores assegurem que o xogunato de facto terminou em 1573.
O terceiro e último foi o "xogunato Tokugawa", instituído oficialmente por Ieyasu Tokugawa em 1603 e culminou em 1868, depois da renúncia ao cargo de Tokugawa Yoshinobu, quando o Imperador Meiji retomou o seu papel como protagonista na vida política do país e a figura do xogum foi abolida.

## Etimologia

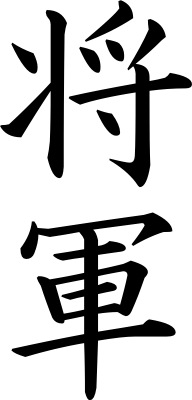
Kanjis que compõem a palavra xogum

O termo "xogum" (将軍, Shōgun, lit. "Comandante do exército"), integrado pelos kanji 将, que significa "comandante" e 軍 que significa "exército", é a abreviação do título histórico Seii Taishōgun (征夷大将軍, lit. "Grande General Apaziguador dos Bárbaros"), que era utilizado para se referir ao general que comandava o exército enviado a combater as tribos do norte do Japão. Depois do século XII, o termo utilizou-se para designar o líder dos samurais.
A administração de um xogum é chamada de "xogunato", originalmente bakufu (幕府) em japonês, e significa literalmente "governo desde a maku". Durante as batalhas, o chefe do exército samurai costumava estar sentado numa cadeira de tesoira dentro de uma tenda semiaberta chamada maku que exibia o seu respectivo mon ou brasão. A aplicação do termo bakufu ao governo do xogum mostra um simbolismo sumamente forte e representativo.

## Cargos
Historicamente utilizaram-se termos similares a Seii Taishōgun com diferente grau de responsabilidade, embora nenhum de eles alcançasse a importância de Seii Taishōgun. Alguns deles foram:
- Seito Taishōgun (征東大将軍, lit. "Comandante-em-chefe para a pacificação do Leste")[20]
- Seisei Taishōgun (征西大将軍, lit. "Comandante-em-chefe para a pacificação do Oeste")[21]
- Chinjufu Shōgun (鎮守府将軍, lit. "Comandante-em-chefe do quartel central de pacificação")[22]
- Seiteki Taishōgun (征狄大将軍, lit. "Grande General subjugador dos bárbaros")
- Mochisetsu Taishōgun (持節大将軍, lit. "Grande General de cargo temporário")
- Sekke Shōgun (摂家将軍, lit. "Grande General conselheiro")[23]
- Mia Shōgun (宮将軍, lit. "Grande General do palácio")[24]

## História

### O Seii Taishōgun do Período Heian (794–1185)

#### A vitória sobre os Ainus
Originalmente, o título Seii Taishōgun era dado a comandantes militares durante os primórdios do Período Heian durante as campanhas militares contra os Emishi que resistiam ao governo da Corte Imperial em Kyoto. O mais famoso desses xoguns foi Sakanoue no Tamuramaro, que conquistou os povos Ainus em nome do Imperador Kammu. Após os Aino terem sido subjugados ou enviados a Hokkaido.

#### Genpei
Entretanto, no final do período Heian, outro xogum foi indicado. Minamoto no Yoshinaka foi nomeado Seii Taishōgun durante a Guerra Genpei, e foi morto logo após por seu primo distante Minamoto no Yoshitsune, irmão de Minamoto no Yoritomo.

### O Seii Taishōgun do Período Feudal Japonês (1185–1868)

#### O Xogunato Kamakura
Por volta do ano 1100, o banditismo difundia-se através das províncias. Lutava-se por terra e poder. As famílias Minamoto e Taira lutavam pelo poder. Após a derrota do clã Taira em 1185 na Guerra Genpei, Minamoto no Yoritomo usurpou o poder do imperador e tornou-se o governante do Japão de facto. Estabeleceu um sistema feudal de governo baseado em Kamakura, no qual os militares (samurai), assumiam todo o poder político enquanto os imperadores e a aristocracia em Kyoto mantinham-se como governantes de jure figurativos. Em 1192, Yoritomo foi nomeado com o título de Seii Taishōgun pelo imperador e o sistema político desenvolvido por ele, com sucessões de xoguns na liderança ficou conhecido como xogunato. A partir de então, todos os xoguns que lideraram os xogunatos eram, tradicionalmente, descendentes dos príncipes Minamoto, filhos do Imperador Seiwa e o título passou de geração em geração, para os filhos mais velhos.

#### Restauração Kemmu
Durante a restauração Kemmu, após a queda do Xogunato Kamakura em 1333, outro xogum de pouca duração ergueu-se. O Príncipe Morinaga (também conhecido como Príncipe Moriyoshi), filho do Imperador Go-Daigo foi intitulado Seii Taishōgun e colocado no comando dos militares. Entretanto, posteriormente o Príncipe Moriyoshi foi posto em prisão domiciliar e assassinado por Ashikaga Tadayoshi, irmão caçula de Ashikaga Takauji.

#### Xogunatos Ashikaga e Tokugawa
Na história do Japão, além de Minamoto no Yoritomo, cujo Xogunato durou aproximadamente 150 anos, de 1192 a 1333, somente foi dado o título de Seii Taishōgun a Ashikaga Takauji e Tokugawa Ieyasu, ambos descendentes dos príncipes Minamoto, e estabeleceram um bakufu por direito próprio. O xogunato Ashikaga durou de 1338 a 1573, enquanto o xogunato Tokugawa durou de 1603 a 1868.
Os Xoguns de transição de 1568-1598 (Oda Nobunaga e Toyotomi Hideyoshi) nunca receberam o título de Seii Taishōgun pelo imperador e nunca estabeleceram um bakufu, mas mantiveram um poder acima do imperador em suas mãos sobre quase todo o Japão.
O título Seii Taishōgun foi abolido durante a Restauração Meiji em 1868, na qual o poder de facto foi devolvido ao imperador e seus indicados. Ver Taisei Houkan.

## Xogunato
O Xogunato era um regime feudal existente no Japão até à Idade Moderna. Semelhante ao feudalismo, porém com características orientais. Além de proprietário rural, o xogum também era um chefe militar. Devia obediência ao imperador, porém os seus comandados deviam obediência somente ao xogum.
O nome japonês é Bakufu (幕府), lit. "governo da tenda" (um controle militar) significava originalmente a morada de um xogum, mas acabou por ser usado em japonês para descrever o sistema feudal de ditadura militar, exercido pelos xoguns, e é esse o sentido adoptado pelo Ocidente ao utilizar o termo xogunato.
O sistema de bakufu foi estabelecido originalmente no Kamakura bakufu por Minamoto no Yoritomo. A ala militar do governo acabou por dominar o governo civil (imperial), então, embora os Imperadores do Japão ainda encabeçavam tecnicamente o governo, o poder na prática (especialmente o militar), mantinha-se com o xogum e os daimyos. O sistema era feudal por natureza, com pequenos senhores territoriais buscando aliar-se com outros mais poderosos. Os samurais eram recompensados por sua lealdade com terras que, por sua vez, eram herdadas e divididas entre seus filhos. A hierarquia mantida por esse sistema era reforçada por fortes laços de lealdade entre o samurai e seus aprendizes. Os xoguns também tomavam amantes dentre as classes de samurai, uma prática conhecida por shudo, "o caminho do jovem", ou nanshoku, "cor dos homens".
Os três primeiros bakufu são normalmente associados a uma família em particular, que tendia a manter a posição de xogum durante aquele período. Na língua japonesa, o período de cada regime também é nomeado de acordo com a capital do bakufu. Os bakufu de Ashikaga e Tokugawa também podem ser (e normalmente são) nomeados dessa forma.
| Nome              | Período           | Capital  | Fundador             | Clã                     |
| ----------------- | ----------------- | -------- | -------------------- | ----------------------- |
| Xogunato Kamakura | Período Kamakura  | Kamakura | Minamoto no Yoritomo | Clã Minamoto e Clã Hōjō |
| Xogunato Ashikaga | Período Muromachi | Kioto    | Ashikaga Takauji     | Clã Ashikaga            |
| Xogunato Tokugawa | Período Edo       | Edo      | Tokugawa Ieyasu      | Clã Tokugawa            |

O Xogunato Kamakura era composto por três órgãos:
1. O mandokoro, encarregado dos assuntos administrativos, finanças e política exterior;
2. O samurai dokoro, encarregado dos assuntos militares e da polícia;
3. O monchugo, encarregado dos assuntos jurídicos agindo como uma espécie de juiz.

O xogunato Tokugawa era composto por cinco órgãos:
1. O tairō: grande ancião;
2. O rōjū: o conselho dos anciãos ou conselho maior;
3. O wakadoshiyori: conselho menor;
4. O ōmetsuke: censor;
5. O machi-bugyō: governo civil.